# Jonas Larsson
Pär Jonas Bertil Larsson (Älvsered, 2 maggio 1971) è un ex cestista svedese.

## Carriera
Con la Svezia ha disputato due edizioni dei Campionati europei (1995, 2003).

## Palmarès
- Campionato svedese: 1

Plannja Basket: 2001-02